# Rinaldo Ruatti
Rinaldo Ruatti (Cortina d'Ampezzo, 19 de enero de 1930-Cortina d'Ampezzo, 30 de septiembre de 2020) fue un deportista italiano que compitió en bobsleigh en la modalidad doble. Ganó dos medallas en el Campeonato Mundial de Bobsleigh, oro en 1962 y plata en 1965.

## Palmarés internacional
| Campeonato Mundial | Campeonato Mundial           | Campeonato Mundial | Campeonato Mundial |
| Año                | Lugar                        | Medalla            | Prueba             |
| ------------------ | ---------------------------- | ------------------ | ------------------ |
| 1962               | Garmisch-Partenkirchen (RFA) | Medalla de oro     | Doble              |
| 1965               | Sankt Moritz (Suiza)         | Medalla de plata   | Doble              |